# 富川市庁駅
富川市庁駅（プチョンシチョンえき）は大韓民国京畿道富川市遠美区中洞にある、仁川交通公社7号線の駅である。駅番号は755。「富川アートセンター」の副駅名が付与されている。

## 歴史
- 2012年10月27日 - ソウル特別市都市鉄道公社（当時）7号線の駅として開業。
- 2017年5月31日 - ソウルメトロとソウル特別市都市鉄道公社が統合され、7号線はソウル交通公社の駅となる。
- 2022年1月1日 - 7号線・カチウル-石南間の運営権を仁川交通公社に移管。

## 駅構造

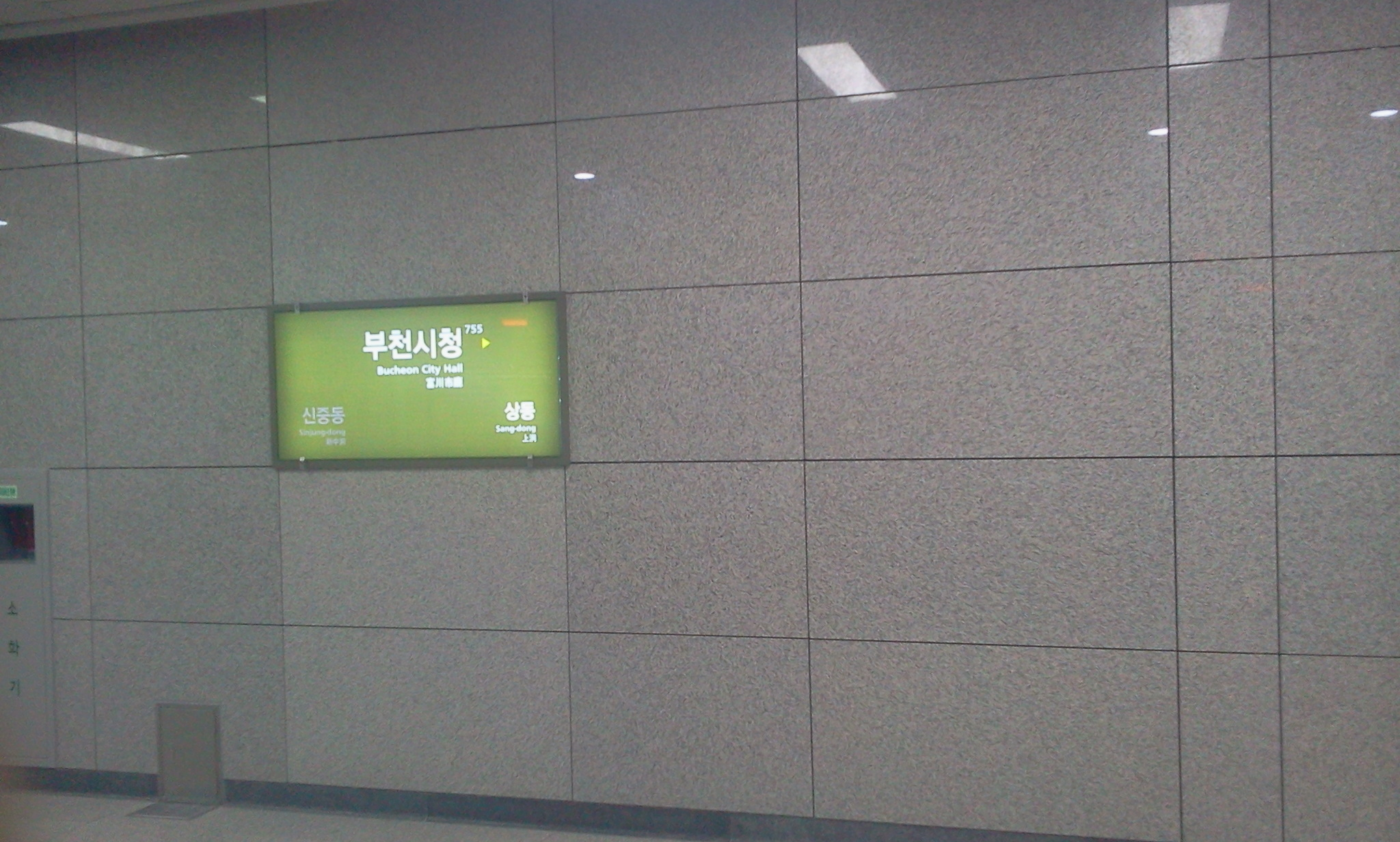
プラットホーム

島式ホーム1面2線を有する地下駅である。出入口は1番から7番までの合計7ヶ所ある。

### のりば
案内上ののりば番号は設定されていない。
| 上り | 7号線 | 温水・大林・高速ターミナル・建大入口・長岩方面 |
| 下り | 7号線 | 富平区庁・石南方面                             |

## 利用状況
近年の一日平均利用人員推移は下記のとおり。なお、2012年は開業日の10月27日から12月31日までの66日間の平均である。
| 路線  | 路線     | 2010年 | 2011年 | 2012年 | 2013年 | 2014年 | 2015年 | 出典  |
| ----- | -------- | ------ | ------ | ------ | ------ | ------ | ------ | ----- |
| 7号線 | 乗車人員 | 未開通 | 未開通 | 9,872  | 10,494 | 11,725 | 12,091 | [ 1 ] |
| 7号線 | 降車人員 | 未開通 | 未開通 | 9,701  | 10,496 | 11,854 | 12,330 | [ 1 ] |
| 7号線 | 乗降人員 | 未開通 | 未開通 | 19,573 | 20,990 | 23,579 | 24,421 | [ 1 ] |

## 駅周辺
- イーマート中洞店
- 順天郷大学校
- 富明高等学校（朝鮮語版）
- 京畿国際通商高等学校
- 富川郵便局（朝鮮語版）
- 現代百貨店中洞店
- 安重根公園
- ホームプラスエクスプレス富川中洞4店
- 京畿藝術高等学校（朝鮮語版）
- 富川室内体育館（朝鮮語版）

## 隣の駅
仁川交通公社
 7号線
新中洞駅 (754) - 富川市庁駅 (755) - 上洞駅 (756)